# Tepuxtepec
Tepuxtepec är en ort i Mexiko.   Den ligger i kommunen Contepec och delstaten Michoacán de Ocampo, i den sydöstra delen av landet, 130 km nordväst om huvudstaden Mexico City. Tepuxtepec ligger 2 369 meter över havet och antalet invånare är 1 836.
Terrängen runt Tepuxtepec är huvudsakligen kuperad, men norrut är den platt. Runt Tepuxtepec är det ganska tätbefolkat, med 80 invånare per kvadratkilometer. Närmaste större samhälle är Tungareo, 17,3 km sydväst om Tepuxtepec. Omgivningarna runt Tepuxtepec är en mosaik av jordbruksmark och naturlig växtlighet.